# Асоціація оборони Ольстера
Асоціація оборони Ольстера (англ. Ulster Defence Association, UDA) — парамілітарна організація, яку утворили влітку 1971 року північноірландські лоялісти з метою боротьби проти ІРА та утримання Північної Ірландії у складі Великої Британії. Разом із іншими парамілітарними організаціями UDA є відповідальними за смерть понад 3000 осіб на терені Північної Ірландії. Британський уряд довгий час використовував ці організації з метою фізичного знищення бойовиків ІРА.
Організація використовувала назву Ольстерські бійці свободи (англ. Ulster Freedom Fighters, UFF), коли брала на себе відповідальність за якісь дії. Через це британський уряд оголосив UFF поза законом іще в листопаді 1973 року (тоді як UDA було класифіковано «терористичною організацією» лише у серпні 1992 року).